# Бровальский, Анатолий Иосифович
Анатолий Иосифович Брова́льский (1897 — 1985) — советский военачальник, генерал-майор.

## Биография
Родился в 1897 году в Екатеринославе (ныне Днепр, Украина) в еврейской семье. 
В 1919—1920 годах — участник гражданской войны. Член РКП(б) с 1919 года.
В 1923 году окончил артиллерийскую школу, в 1930 году — Военно-техническую академию.
С 1930 года в Артиллерийском управлении РККА.
В 1942—1952 годах — начальник управления зенитной артиллерии Главного артиллерийского управления РККА.
С 1949 года генерал-майор инженерно-артиллерийской службы. В отставке с 1952 года.
Умер в 1985 году.

## Награды и премии
- Сталинская премия третьей степени (1950) — за работу в области военной техники
- орден Ленина
- два ордена Красного Знамени
- орден Отечественной войны I степени
- орден Отечественной войны II степени (25.9.1944)
- два ордена Красной Звезды (9140)
- медали.